# Rapporto di lavoro (ordinamento italiano)

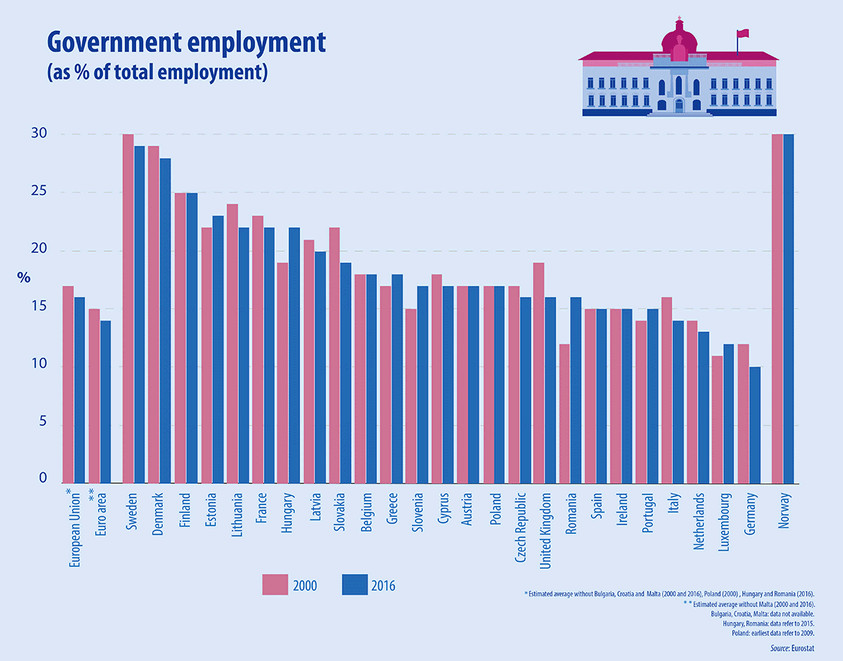
Percentuale degli occupati nel settore pubblico sul numero totale di occupati nei vari Stati membri dell'Unione europea e in Norvegia, 2000-2016

Il rapporto di lavoro, nell'ordinamento giuridico italiano, è il rapporto giuridico che ha origine dal contratto di lavoro ed è caratterizzato da molteplici situazioni giuridiche, di cui due obbligazioni principali: l'obbligazione in capo al datore di lavoro della retribuzione e l'obbligazione in capo al lavoratore della prestazione lavorativa caratterizzata da subordinazione, ossia dalla sottoposizione al potere direttivo, organizzativo e disciplinare del datore di lavoro. Accanto a queste ci sono anche altre situazioni giuridiche.
Nelle modalità di assunzione e nello svolgimento del rapporto di lavoro, datore e lavoratore sono tenuti all'assenza di discriminazione e alla parità di trattamento rispetto ad età, sesso, lingua, etnia, opinioni, patrimonio, presenza di disabilità, tendenze sessuali (Carta di Nizza, art. 20 e Direttiva 2000/43/CE).

## Aspetti principali

### Il rapporto "obbligatorio"
In capo al lavoratore, vi è un'obbligazione strettamente personale che non ammette (salvo rare e peculiari eccezioni) l'adempimento da parte di sostituti o la cessione del contratto. Il contratto di lavoro subordinato è un contratto di durata che prevede l'adempimento di obbligazioni continuative da adempiere nel tempo.
Il rapporto in genere è sottoposto ad un patto di prova liberamente recedibile da entrambe le parti, che si pone come condizione risolutiva del rapporto lavoristico. Decorso tale periodo valgono le ordinarie tutele contro il licenziamento ad nutum del lavoratore.

### Mansioni e cambiamenti
Spetta al datore di lavoro inquadrare il lavoratore secondo le disposizioni dei CCNL e di esercitare i poteri e le facoltà previste dalla legge, come ad esempio il "potere direttivo"; quest'ultimo è configurabile come potere giuridico in quanto determina le modalità dell'adempimento dell'obbligazione in capo al lavoratore: modalità che va seguita dal lavoratore, il quale è inadempiente anche se svolge un'attività prevista dal contratto (o dagli accordi collettivi) ma non indicata dal datore di lavoro al momento dell'esercizio del potere direttivo. Il datore di lavoro ha anche la possibilità di controllare il comportamento tenuto dal lavoratore, nei limiti stabiliti dallo statuto dei lavoratori del 1970.
Il lavoratore, a seguito di esercizio unilaterale del potere del datore di lavoro (cosiddetto ius variandi), di cui all'art. 2103 c.c., può essere adibito a mansioni diverse da quelle per le quali era stato assunto, purché rientranti nel medesimo livello e categoria legale di inquadramento. L'assegnazione a mansioni superiori comporta il diritto del lavoratore a percepire il trattamento retributivo corrispondente (superiore a quello originario) e, se si protrae per un periodo superiore a sei mesi (o per un periodo minore stabilito dai contratti collettivi applicabili), diviene definitiva. In caso d riorganizzazione aziendale, e di ulteriori ipotesi previste dal contratto collettivo, il lavoratore può essere adibito anche a mansioni inferiori, purché rientranti nella medesima categoria legale secondo la classificazione dei lavoratori in Italia. Ulteriori ipotesi di modifica delle mansioni e dell'inquadramento sono ammesse anche al fine di conservare il posto di lavoro, di acquisire una diversa professionalità o di migliorare le condizioni di vita del lavoratore, ma solo mediante un accordo individuale stipulato in sede sindacale.

### Luogo di lavoro
L'art. 1182 c.c. stabilisce che il luogo dell'adempimento delle obbligazioni è determinato nel contratto o dagli usi o, in mancanza, desunto dalla natura della prestazione o di altre circostanze.
Il luogo di lavoro può essere cambiato unilateralmente dal datore di lavoro: tale potere non ha limiti se il trasferimento avviene all'interno della stessa unità produttiva, può essere effettuato soltanto per ragioni "tecniche, organizzative o produttive" se avviene in diverse unità produttive.

### L'orario di lavoro
L'orario di lavoro è disciplinato solitamente dalla contrattazione collettiva, nonostante l'articolo 36 della Costituzione italiana stabilisca il principio dei limiti dell'orario di lavoro, da stabilire con legge. La norma più recente a riguardo è il d.lgs. 8 aprile 2003, n. 66 (emanato in attuazione delle direttive 93/104/CE e 2000/34/CE concernenti l'organizzazione dell'orario di lavoro), che pone limiti all'orario fisso giornaliero, stabilendo che il lavoratore ha sempre e comunque diritto ad almeno 11 ore di riposo ogni 24 ore.
L'orario settimanale, invece, si divide in normale (40 ore lavorative, sempre riducibili dalla contrattazione collettiva) e massimo (variabile a seconda della contrattazione collettiva. Il ricorso al lavoro straordinario è consentito nei limiti della disciplina sindacale e, ove manchi, soltanto col consenso del lavoratore per un massimo annuale di 250 ore. La prestazione straordinaria è dovuta al datore in particolari situazioni di esigenza tecnica-produttiva che rendono impossibile l'assunzione di ulteriore personale o per cause di forza maggiore, grave pericolo e simili.
Il lavoro straordinario deve essere necessariamente retribuito con una maggiorazione del salario prevista dai contratti collettivi, sostituibile o integrabile soltanto da riposi aggiuntivi.

### Riposi, ferie e festività
Ogni lavoratore ha diritto ad un riposo giornaliero di almeno 11 ore consecutive. Il lavoratore ha inoltre diritto a pause di non meno di 10 minuti durante l'attività lavorativa per occupazioni che richiedono più di 6 ore di lavoro.
Il riposo settimanale deve essere concesso ogni 7 giorni, durare almeno 24 ore consecutive e in coincidenza con la domenica. Tale concetto ha origini remote ed è stato formato in seno alle tradizioni cristiane in cui la domenica era il giorno dedicato alla preghiera. Sia l'articolo 36 della Carta Costituzionale che l'articolo 2109 parlano di diritto del lavoratore al riposo; tuttavia la dottrina ha avuto modo di evidenziare come non si tratti di un vero e proprio diritto del lavoratore ma che sia più corretto parlare di limiti della prestazione. Se la stessa venga prestata quindi di domenica sarà applicabile la disciplina dell'articolo 2126 del codice civile italiano con conseguente obbligo per il datore ad erogare una doppia retribuzione. Discorso analogo può essere fatto per le ferie. È ammesso lo spostamento del giorno di riposo ad un altro giorno settimanale soltanto per attività che non possono essere sospese la domenica, ma in tal caso il lavoratore deve godere delle maggiorazioni. La legge prevede inoltre 11 festività infrasettimanali, disciplinando anche il trattamento economico nel caso non vengano godute o coincidano con la domenica o con il giorno destinato al riposo settimanale.
Le ferie invece, che hanno un carattere ricreativo/ricostitutivo, per legge devono essere almeno di quattro settimane. Il lavoratore ha il diritto prendere 2 settimane continuative di ferie, ed il dovere di concordare le proprie ferie col proprio datore di lavoro, per cercare di conciliare le esigenze di riposo con le esigenze di produttività/operatività dell'azienda. Le ferie sono incompatibili con lo stato di malattia del lavoratore e non possono essere godute durante il preavviso di licenziamento. Il lavoratore non può rinunciare alle ferie pagate, fatta salva la possibilità di usare due settimane di ferie nell'anno di maturazione ed accantonare i giorni rimanenti di ferie per l'anno successivo.

### Potere disciplinare
In caso di violazione, da parte del lavoratore, dei doveri di osservanza e diligenza richiesti nella sua attività lavorativa, del dovere di fedeltà e a causa di ogni inadempimento relativo all'obbligazione lavorativa, il datore di lavoro può predisporre di un potere disciplinare.
L'art. 2106 c.c. pone soltanto due limiti all'esercizio di tale potere: le sanzioni possono essere irrogate solo in caso di effettivo inadempimento dell'obbligazione lavorativa e devono comunque essere proporzionate.
L'esercizio di questo potere è condizionato dall'adozione, all'interno dell'azienda, di un codice disciplinare aziendale, con le infrazioni ben evidenziate e ad ogni infrazione la relativa sanzione. Tale documento va portato a conoscenza dei lavoratori. La multa non può essere superiore a quattro ore di retribuzione e la sospensione dal lavoro a dieci giorni. Le sanzioni non possono mutare definitivamente il rapporto di lavoro.

## La retribuzione
La retribuzione è la principale obbligazione in capo al datore di lavoro.
In ambito di retribuzione, in Italia, interviene addirittura la Costituzione: l'art.36, comma 1, infatti stabilisce che il lavoratore deve essere retribuito proporzionatamente al lavoro svolto e sufficientemente per poter aver una "esistenza libera e dignitosa".

## Ulteriori situazioni giuridiche

### L'obbligo di fedeltà del lavoratore
L'obbligo di fedeltà è una condizione che scaturisce dalla stipulazione del contratto di lavoro e che sorge in capo al lavoratore subordinato, il quale deve prendersi cura degli interessi del datore di lavoro, astenendosi da atteggiamenti che possano pregiudicarli.
In particolare il divieto principale riguarda la concorrenza ai danni del datore di lavoro (sia sleale, vietata a chiunque in qualsiasi forma, sia leale). Il lavoratore, invece, può stipulare altri contratti di lavoro che non danneggino il datore. Restano esclusi da questa possibilità le attività effettivamente svolte dal lavoratore, o i rapporti con datori, che insistono sul medesimo prodotto/servizio o cliente: attività svolte dal lavoratore, anche presso datori afferenti ad altri settori economici, e/o attività non collegate ma con datori che sono diretti concorrenti.
È giusta causa di licenziamento lo svolgimento di una seconda attività retribuita durante l'orario di lavoro, ovvero durante assenze giustificate come malattia o infortunio (anche in presenza di una certificazione medica veritiera).
Cessato il rapporto di lavoro, il divieto viene meno, salvo che non sia pattuito in atto necessariamente scritto che comunque non duri più di cinque o tre anni (per dirigenti o lavoratori semplici), che delimiti l'oggetto della concorrenza e che preveda un corrispettivo congruo a risarcire la limitazione di libertà del soggetto. È, ovviamente, comunque vietata ogni forma di concorrenza sleale.

### Sicurezza del personale, obbligo del datore di lavoro
Il datore di lavoro ha l'obbligo di garantire la sicurezza personale del lavoratore. Tale obbligo è stabilito dall'art.2087 del Codice Civile.

#### Doveri del datore di lavoro
In particolare, secondo il codice e la Corte di cassazione, il datore è tenuto ad applicare nell'ambito dell'impresa ogni innovazione che risulti dal campo della scienza ancor prima che sia in effettiva diffusione e che ne sia stata verificata l'effettività. Opinione comunque attenuata dalla Corte costituzionale nel 1996, considerata anche la natura non solo civile ma anche penale della questione, la quale ha stabilito la legittimità della disposizione soltanto per i casi in cui siano innovazioni generalmente applicate e diffuse.
Soprattutto ultimamente è stata recepita la disciplina comunitaria, che ha introdotto, a tutela della prevenzione dei pericoli per la salute del lavoratore, l'obbligo per il datore di valutare anticipatamente quali possano essere i fattori di rischio da inserire in un documento di valutazione dei rischi (rif. art. 4 del Decreto Legislativo 19/9/1994 n. 626), insieme alle forme di precauzione adottate e a un programma di costante miglioramento di queste ultime.

#### Diritti-doveri aggiuntivi del lavoratore
Se quanto detto in precedenza grava sul datore di lavoro, il lavoratore deve comunque prendersi cura della propria sicurezza e di quella delle altre persone presenti su cui possono ricadere gli effetti di sue azioni od omissioni, sempre relazionato alla sua professione e formazione. Il lavoratore quindi non è soggetto passivo degno di tutela, ma deve comunque collaborare col datore di lavoro per l'adempimento degli obblighi imposti dall'autorità.
Inoltre i lavoratori hanno diritto ad ottenere informazioni inerenti a campi molto ampi.

### Diritti non patrimoniali dei lavoratori
La Costituzione italiana sancisce i diritti assoluti del lavoratore, civili e sociali, ampliati e definiti dalla legge n.300 del 1970.
La legge italiana garantisce la libertà di pensiero al singolo lavoratore, il quale può manifestare liberamente le proprie idee nei luoghi dove presta la sua attività lavorativa. Ogni tentativo del datore di lavoro di limitare questo diritto, con atti discriminatori nell'assunzione o durante il rapporto di lavoro o di indagine per appurare le opinioni politiche, religiose, sociali e sindacali, sono puniti penalmente.
Il diritto di libertà di opinione non può essere giustificazione per il totale o parziale inadempimento dell'obbligazione lavorativa, giacché ogni manifestazione di pensiero deve comunque non ledere il datore di lavoro.
Anche il divieto di indagini è derogato nel caso in cui i fatti oggetto dell'indagine siano pertinenti all'attività del lavoratore e siano ad abbiano rilievo per valutare la capacità e la formazione effettiva del lavoratore da assumere o per l'esecuzione di specifici incarichi.

### Sospensione dell'attività lavorativa
La sospensione dell'attività lavorativa con diritto al percepimento degli emolumenti deve essere sempre temporanea. La sospensione della attività lavorativa può essere causata da ragioni soggettive, per esempio per malattia, o oggettive, per esempio se l'impianto viene chiuso temporaneamente per motivi di sicurezza. La sospensione dell'attività lavorativa può essere anche disposta dal datore di lavoro e in questo caso spesso si parla nel linguaggio comune di esonero, termine confuso talvolta con il licenziamento, sia perché in ambito sportivo spesso per tutelare l'immagine del dipendente o collaboratore si dichiara l'esonero anche in caso di licenziamento, sia perché spesso in caso di licenziamento il dipendente viene anche esonerato, dal momento della ricezione della notifica, dall'obbligo di recarsi nel luogo di lavoro, quando non gli viene esplicitamente vietato l'accesso allo stesso, sino alla chiusura del rapporto.

## Il rapporto di lavoro nel pubblico impiego
La particolarità del lavoro alle dipendenze delle pubbliche amministrazioni, statali o di enti locali, consiste nella natura pubblica del datore di lavoro che, anche nelle ipotesi in cui stipula con i propri dipendenti un contratto di lavoro di tipo privatistico, deve comunque indirizzare la propria azione ai criteri di governo e al raggiungimento di un fine di interesse pubblico.
Per tale ragione, la cd. privatizzazione dell'impiego pubblico, avviata con il d.lgs. 29/1993, non è estesa a tutte le amministrazioni pubbliche, in quanto sono rimaste in regime di diritto pubblico gli ambiti connessi alla difesa, all'ordine pubblico e al credito (v. art.1 D.Lgs. 165/2001).
Le amministrazioni pubbliche cd. privatizzate, nella materia dell'impiego, in cui applicano prevalentemente la disciplina del Codice Civile, delle leggi sul lavoro e dei contratti collettivi, operano con i poteri del privato datore di lavoro. La Pubblica Amministrazione è vincolata all'applicazione dei contratti collettivi stipulati dal suo rappresentante legale unico ARAN e adempiono agli obblighi assunti dalla data di sottoscrizione assicurandone l'osservanza.
I lavoratori non sono invece vincolati dallo stesso contratto collettivo in virtù della clausola di rinvio al CCNL contenuta nel contratto individuale di lavoro, che ciascun lavoratore privatizzato deve sottoscrivere (per i lavoratori ancora in regime di diritto pubblico, invece, sussiste ancora l'atto unilaterale di nomina in ruolo).
Mentre nel privato ci sono vincoli legislativi, nella fase precedente la sottoscrizione dell'accordo, nel pubblico impiego invece è stata dettata una specifica disciplina legislativa inerente alla compilazione delle delegazioni rappresentative delle due parti, quanto al procedimento di conclusione dell'accordo.
Le pubbliche amministrazioni, nella contrattazione collettiva nazionale (ma non in quella integrativa, nazionale o decentrata) sono rappresentate dall'Agenzia per la Rappresentanza Negoziale della Pubblica Amministrazione (ARAN), dotata di personalità giuridica e sottoposta alla vigilanza della Presidenza del Consiglio dei ministri. L'ARAN in tal senso ha nel pubblico la stessa funzione della Confindustria nel privato. Il contratto di lavoro ha forza di legge pur nella sua atipicità. La rappresentatività sindacale è assicurata attraverso le rappresentanze sindacali unitarie (RSU). La soglia minima di rappresentatività sindacale per partecipare alla contrattazione è del 5% nell'ambito del comparto o area.

## Licenziamento
La disciplina giuridica del licenziamento deve affrontare due esigenze contrastanti: da un lato, quella del lavoratore di stabilità del reddito derivante dal rapporto di lavoro, quale fonte di sostentamento suo e della sua famiglia; dall'altro, quella del datore di lavoro e, in particolare, dell'impresa di flessibilità nell'impiego della forza lavoro sotto l'aspetto quantitativo e qualitativo. La prima esigenza porta a limitare la libertà di licenziamento, sia sul piano sostanziale (delimitando, ad esempio, i casi in cui il licenziamento è consentito) che su quello formale (subordinandone la validità al rispetto di determinate forme e procedure); la seconda, al contrario, spinge verso la più ampia libertà di licenziamento. Alcuni ordinamenti, come quello italiano, prevedono che il giudice possa imporre la reintegrazione, su richiesta del lavoratore, anche se il datore propone un accordo di tipo economico. L'esecutività forzata della sentenza avviene per questioni giuridiche, per assicurare l'esercizio del diritto al lavoro. Il diritto, concetto giuridico radicalmente diverso da una tutela, prevede che, in caso di violazione di questo, lo Stato assicuri l'esercizio, e il ripristino delle condizioni iniziali, nelle quali eventualmente il diritto era esercitato. Un licenziamento ingiutificato è un atto nullo ab origine, del quale la giurisprudenza annulla tutti gli effetti successivi come la perdita del posto di lavoro.
Negli ordinamenti contemporanei, di solito, la libertà di licenziamento non è assoluta ma sottoposta a limitazioni più o meno incisive, tenuto anche conto che il lavoratore è ritenuto la parte debole del contratto di lavoro. Inoltre, alcune categorie di lavoratori possono godere di più intensa tutela contro il licenziamento: è il caso, in molti ordinamenti, dei dipendenti pubblici o, per lo meno, di alcune categorie di essi, come i funzionari della pubblica amministrazione (negli ordinamenti che li distinguono dagli altri dipendenti) o i magistrati. Vari ordinamenti prevedono la possibilità, a scelta del datore, di sostituire la reintegrazione nel posto di lavoro con un indennizzo economico. Il giudice può ordinare la reintegrazione nel posto di lavoro, ma si tratta di una mera formalità che il datore può ugualmente non eseguire. A favore del lavoratore esiste una tutela derivante da un indennizzo pari a un certo numero di mensilità, e al sussidio di disoccupazione. Chi sostiene la libera recedibilità, porta come argomento il fatto che gran parte di licenziamenti si risolverebbe comunque con una transazione economica, e solo una minima parte chiederebbe la reintegrazione. Generalmente il lavoratore viene considerato "parte debole" solamente per il diritto, ma non di fatto, sostenendo che competenze e esperienze significative e non le tutele legali sarebbero la vera protezione dei lavoratori, che verrebbero ad avere un potere contrattuale e un rapporto paritetico col datore, che non giustificherebbe quindi una speciale protezione giuridica, tuttavia in molti stati del mondo sono previsti alcuni istituti per tutelare i lavoratori licenziati e disoccupati, come ad esempio le indennità di disoccupazione.
Le norme sul licenziamento individuale hanno la funzione di impedire al datore, se non c'è una giusta causa dovuta alla condotta del lavoratore, la libertà di scegliere i nominativi delle persone da licenziare, determinando per legge o con accordi sindacali dei criteri oggettivi e comuni per l'identificazione delle risorse da licenziare. Questa norma è stata introdotta storicamente per evitare la discriminazione e il licenziamento dei lavoratori che esercitavano attività politica e sindacale nei luoghi di lavoro (ovvero all'esterno).
Negli ordinamenti giuridici sono poste limitazioni al licenziamento collettivo, che ad esempio è consentito ad aziende che rispondono a indicatori di bilancio che evidenziano una situazione di oggettiva difficoltà economica e finanziaria. Ciò avviene allo scopo di impedire i licenziamenti collettivi ad un'azienda con utili e quota di mercato in crescita, e il cosiddetto licenziamento di Borsa, dove all'annuncio del taglio del costo del lavoro e maggiori profitti corrisponde un aumento del valore delle azioni quotate in Borsa e detenute dagli stessi manager.